# Khamis al-Qadhafi
Khamis al-Qadhafi (27 mei 1983 – 29 augustus 2011) was de zevende en jongste zoon van de voormalige Libische leider Moammar al-Qadhafi, en de militaire leider van de Khamis Brigade of het Libische leger. Hij maakte deel uit van de kring van zijn vader.  Tijdens de Libische oorlog in 2011 was hij een belangrijk doelwit voor de oppositie om zijn vader omver te werpen.
Het Strafhof vaardigde in mei 2011 al arrestatiebevelen uit voor Al-Qadhafi, zijn zoon Saif al-Islam en de chef van de Libische inlichtingendienst Abdullah al-Senussi. Zij worden gezocht voor misdaden tegen de menselijkheid.
Hoofdaanklager van het Internationaal Strafhof, Luis Moreno-Ocampo, zei tegenover persbureau Reuters dat hij mogelijk een voorstel wil indienen voor eenzelfde bevel tegen Khamis al-Qadhafi. Hij doet dit na beschuldigingen van mensenrechtenorganisatie Human Rights Watch dat leden van de zogenoemde ‘Khamis-brigade’ 53 gevangenen standrechtelijk executeerden in een loods in Tripoli. De lichamen werden op 23 oktober 2011 ontdekt.